# زرکوب‌ماهی آینه‌ای
زرکوب‌ماهی آینه‌ای (نام علمی: Zenopsis nebulosa) نام یک گونه از تیره زرکوب‌ماهیان است.